# 米丽娅姆·巴滕
米丽娅姆·巴滕（英語：Miriam Batten，1964年11月4日—），英国女子赛艇运动员。她曾代表英国参加1992年、1996年和2000年夏季奥林匹克运动会赛艇比赛，其中2000年奥运会获得一枚银牌。

## 家庭
妹妹吉恩·巴滕。